# Ocean Terminal (Edinburgh)
Ocean Terminal is een overdekt winkelcentrum in de wijk Leith van de Schotse hoofdstad Edinburgh. Het complex ligt aan de westelijke haven en biedt uitzicht op onder meer de Firth of Forth.
De in het noorden van de stad gelegen havenwijk Leith raakte na de Tweede Wereldoorlog in verval. Het gebied kende veel slooppanden, ontvolking en prostitutie. Vanaf het eind van jaren 1980 werd de herontwikkeling ter hand genomen. Er kwam sociale woningbouw, de werkgelegenheid werd hersteld door de vestiging van kleine industrie en kantoorgebouwen. Via de vestiging van diverse horecazaken en hotelaccommodatie en het op diverse wijzen gebruikmaken van de vervallen haventerreinen kreeg het toerisme een nieuwe impuls.
Ocean Terminal maakte een belangrijk deel uit van de hernieuwde stadsontwikkeling. Het drie lagen tellende gebouw, naar ontwerp van architect Terence Conran, werd geconstrueerd tussen 1999 en 2001. Het winkelcentum werd officieel geopend op 4 oktober 2001 en heeft sindsdien al enige aanpassingen ondergaan. Aan weerszijden, geïntegreerd in het gebouw, bevinden zich parkeergarages. Het centrum kent in het middeneen entree met informatiebalie. Het complex telt ruim 70 winkels en een keur aan horecagelegenheden, waarvan de meest opvallende een zich over alle verdiepingen uitstrekkend restaurant/terras, uitgebaat door drie verschillende bedrijven, vanwaar de bezoeker een goed uitzicht heeft op de haven. Verder is er in het centrum een vestiging van het bioscoopbedrijf Vue met 12 zalen en, op de bovenste verdieping, het bezoekerscentrum, vanwaar men toegang heeft tot het koninklijk jacht Britannia. Het schip ligt op de plek waar oorspronkelijk een cruiseterminal was, die inmiddels is verhuisd naar een nabijgelegen aanlegplaats.
Het winkelcentrum is met het openbaar vervoer te bereiken. Op het plein voor het complex staat een demonstratievoertuig van de nieuw aan te leggen tramlijn die van Ocean Terminal via het stadscentrum zal leiden naar Edinburgh Airport.